# Danielle Chuchran
Danielle Ryan Chuchran, född 9 juni 1993 i Kalifornien, är en amerikansk skådespelare.
Chuchran har bland annat spelat en av huvudrollerna i filmerna A Greek Recipe for Romance och Night Train.

## Filmografi (i urval)
- 2023 – Night Train
- 2024 – A Greek Recipe for Romance